# Mesa (banda)
Os Mesa são uma banda pop portuguesa, criada no Porto por João Pedro Coimbra, em 2000.

## História
O projeto Mesa foi constituído inicialmente por João Pedro Coimbra, Marta Ren, Pedro Moura e Adriano Sérgio.
O grupo faz-se notar principalmente por João Pedro Coimbra, teclista, compositor e letrista dos temas da banda, e por Mónica Ferraz, a vocalista da banda até 2012, de treino tradicionalmente jazz. A banda inclui outros músicos como o ex-Zen Jorge Coelho.
Em 2003, os Mesa articipam numa das compilações promovidas pela operadora Optimus, com o tema "Divagadora".
O álbum de estreia, Mesa, foi editado em 19 de Maio de 2003 pela Zona Música. A recepção da crítica foi excelente e a banda foi logo considerada uma das bandas mais promissoras. O primeiro single do álbum, "Esquecimento", teve um forte apoio de rádios nacionais.
Assinaram contrato com a EMI e o primeiro álbum foi reeditado com a inclusão do tema "Luz Vaga", agora com a colaboração de Rui Reininho. O álbum foi considerado o melhor disco de 2003 para a rádio Antena 3.
Em Maio de 2004 ganharam o Globo de Ouro na categoria de Melhor Grupo do Ano. Nos Dance-Club Music Awards receberam o galardão de Melhor Disco do Ano.
O segundo álbum da banda, 'Vitamina', revela uma sonoridade com novos toques rock. O primeiro single, Arrefece, entrou logo nos primeiros cinco de rotação na rádio portuguesa e Vitamina' recebeu críticas muito positivas. Nesse ano e no seguinte passaram por muitos Festivais e deram muitos espectáculos por todo o país. Mais uma vez, são incluídos na lista para os Globos de Ouro, na categoria de "Melhor Canção" com "Deixa Cair o Inverno".
Em 2008 lançaram o seu 3º álbum 'Para Todo o Mal' cujo primeiro single 'Boca do Mundo' recebeu mais uma vez muito boas críticas. No ano seguinte concorrem aos Globos de Ouro na categoria de "Melhor Grupo".
Em finais de 2011 foi lançado o álbum 'Automático'. O tema de apresentação foi "Cedo O Meu Lugar".
Em 2012, João Pedro Coimbra abdica dos préstimos de Mónica Ferraz e entra para o lugar desta última Rita Reis (ex-Nonstop), que gravou o segundo single, "Ele Domina" com vídeo de Jorge Vaz Gomes, tendo como protagonistas Nuno Markl e Ana Galvão.
Em 2013 é lançado o álbum 'Pés que sonham ser cabeças', num registo mais acústico. Em 2014 a canção "Cedo o Meu Lugar", numa nova versão cantada por Rita Reis, é escolhida como a música do genérico da telenovela da TVI, O Beijo do Escorpião. No mesmo ano, a música "Sobre Luz" integrou a banda sonora da telenovela Mulheres, também da TVI.
Em Junho de 2015 lançam o single "Asteroid" de avanço. O álbum "Loner" é editado em maio de 2016 e foi todo concebido em inglês e apresenta uma fusão de mais eletrónica a elementos orgânicos. O segundo single chama-se "Sunny Point".

## Discografia
- 2003 - Mesa - 3 Edições (2 edições Zona Música, 1 edição EMI).
- 2005 - Vitamina - EMI
- 2008 - Para Todo o Mal - Sony Music
- 2011 - Automático - Metrodiscos/EMI
- 2013 - Pés que sonham ser cabeças - Klang Technik/Sony Music
- 2016 - Loner - Klang Technik/Lemon

outros
- "Pop up Songs" - "Divagadora" (2003)
- “3 Pistas: Antena 3” (2005)
- "UPA Unidos para ajudar" - "BI.Polar"(2008) Mesa + Rui Reininho
- "Tributo a Carlos Paião" - "Sr. Extraterrestre" (2008)